# 馬里亞尼夫卡 (科明捷爾尼夫西克區)
46°49′49″N 31°6′58″E / 46.83028°N 31.11611°E
馬爾亞尼夫卡（烏克蘭語：Мар'янівка）是位於烏克蘭西南部的村莊，由敖德萨州敖德萨区的維濟爾卡市鎮負責管轄。該村始建於1800年，面積0.31平方公里，海拔高度12米，2001年人口116，人口密度每平方公里374.19人。